# لوتی، پاکستان
لوتی (به انگلیسی: Loti) یک شهرک در پاکستان است که در ناحیه دیره بگتی واقع شده‌است.